# مورچه‌مرغ چانه‌سیاه
مورچه‌مرغ گلوسفید، مورچه‌مرغ پیش‌بندسفید یا مورچه‌مرغ چانه‌سیاه (نام علمی: Myrmoderus loricatus)، گونه‌ای از پرندگان گنجشک‌سان از تیرهٔ مورچه‌مرغان و بومی برزیل است.
زیستگاه‌های طبیعی آن جنگل‌های جلگه‌ای نمناک نیمه‌گرمسیری یا گرمسیری و جنگل‌های کوهستانی نمناک نیمه‌گرمسیری یا گرمسیری است.